# Unterrichter von Rechtenthal

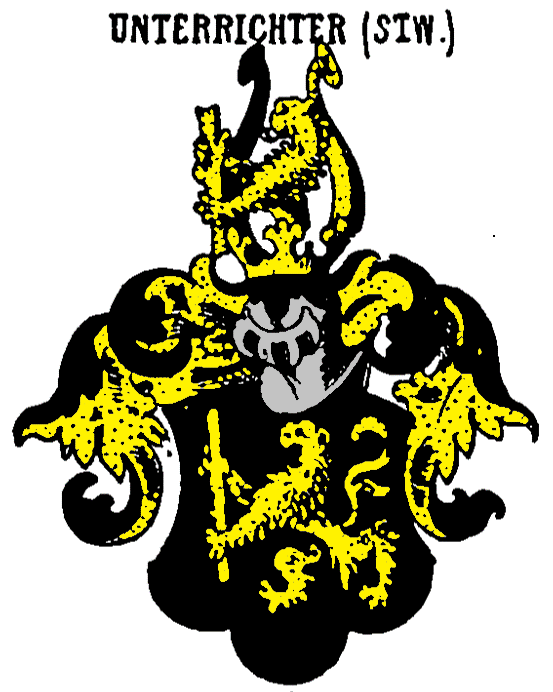
Stammwappen der Unterrichter (1575) in Siebmachers Wappenbuch (nachkoloriert)

Franz von Unterrichter

Unterrichter von Rechtenthal (italienisch Subgastaldi) ist der Name eines alten tirolischen Adelsgeschlechts, das in den erblichen Ritter- und Freiherrenstand erhoben wurde. Die Familie besteht gegenwärtig fort.

## Geschichte
Die Unterrichter stammten ursprünglich aus Pfuß bei Kaltern und gehören zu den freigesessenen Geschlechtern des Ortes Kaltern. Ursprünglich bezeichnete der Familienname ein Amt. Nach dem 1415 Herzog Friedrich IV. von Österreich-Tirol das Gericht Kaltern vom Hochstift Trient als Lehen empfing, wurde der durch mehrere Generationen fast ununterbrochen geführte Amtstitel als Familienname übernommen. 1510 stiftete Michael Unterrichter und seine Frau Eva nach einer Pilgerreise von Santiago de Compostela eine Messe in der Kirche St. Rochus in Pfuß. Möglicherweise stammte Eva aus der Familie Lichtenstein, die seit Generationen als bischöflich-trientische Pfleger fungierten. Dessen Enkel, der Gerichtsschreiber von Kaltern und Vertreter des vierten Standes der Tiroler Landstandschaft Valentin Unterrichter, erlangte am 14. August 1575 in Prag von Kaiser Maximilian II. einen Wappenbrief mit Lehenartikel. Dem Richter von Kaltern, oberösterreichischer Regierungsrat und Viertelhauptmann an der Etsch Christoph Valentin Unterrichter erhielt am 27. November 1732 in Wien von Kaiser Karl VI. den erblichen Reichsritterstand und erbländisch-österreichischen Ritterstand, das Prädikat „von Rechtenthal“ sowie eine Wappenbesserung. 1781 wurden die Brüder Johann Nepomuk Christoph und Matthäus Unterrichter von Rechtenthal in die Tiroler Landmannschaft aufgenommen. Laut Diplom vom 4. Mai 1839 erhob Kaiser Ferdinand I. den Präsidenten des innerösterreichisch-küstenländischen Appellations- und Kriminalobergerichts in Klagenfurt Franz von Unterrichter den erblichen österreichischen Freiherrenstand in die Familie. 1843 verliehen ihm die Kärntner Stände in Klagenfurt den Herrenstand in Kärnten. Des Weiteren wurde er am 13. Juli 1855 in München in die Freiherrenklasse der Adelsmatrikel des Königreichs Bayern eingetragen. Mitte des 19. Jahrhunderts erbaute Baron Franz Seraph von Unterrichter aus Kaltern für seinen Sohn Otto in Tramin an Stelle eines Bauernhofes den Ansitz Schloss Rechtenthal.

## Standeserhebungen
- 10. August 1575: kaiserlicher Wappenbrief mit Lehensartikel
- 27. November 1732: erbländisch-österreichischer und Reichsritterstand
- 1781: tirolerische Landmannschaft
- 3. September 1813: Adelsklasse in der bayerischen Adelsmatrikel
- 4. Mai 1839: österreichischer Freiherrenstand
- 1843: Herrenklasse in der kärntnerischen Landmannschaft
- 13. Juli 1855: Freiherrenklasse in der bayerischen Adelsmatrikel

## Wappen
- Blasonierung des Stammwappens von 1575: In Schwarz ein goldener Löwe mit einem goldenen gestümmelten Ast in den Pranken. Auf dem gekrönten Helm mit schwarz-goldenen Helmdecken der Löwe mit Ast wachsend zwischen zwei Büffelhörnern, rechts schwarz und links golden.
- Blasonierung des Wappens von 1732: In Gold eine blaue Spitze, darin ein gekrönter silberner Löwe mit einem Schwert in der rechten Pranke. Zu jeder Seite der Spitze ein schwarzer Adler. Auf dem gekrönten Helm mit rechts schwarz-goldenen und links blau-silbernen Decken der silberne Löwe mit Schwert wachsend zwischen einem rechts von Blau und Silber und links von Gold und Schwarz geteilten offenen Flug.
- Blasonierung des Freiherrenwappens von 1839/40: Von Blau und Gold geviert mit schwarzem Herzschild, darin ein goldener Löwe mit einem goldenen gestümmelten Ast in den Pranken (= Stammwappen). Felder 1 und 4 ein gekrönter einwärtsgekehrter silberner Löwe mit Schwert in der rechten Pranke; Felder 2 und 3 ein roter Adler. Über der Freiherrenkrone drei gekrönte Helme: I. mit blau-silbernen Decken der silberne Löwe mit Schwert wachsend zwischen einem von Blau und Silber übereck geteilten offenen Flug; II. mit schwarz-goldenen Decken der goldene Löwe mit Ast wachsend zwischen zwei Büffelhörnern, rechts dreimal von Gold und Schwarz, links dreimal von Schwarz und Gold geteilt; III. mit schwarz-silbernen Decken der schwarze Adler. Als Schildhalter zwei schwarze einwärtsgekehrte, auswärtsschauende Adler, mit der schildhaltenden Klaue jeweils auch eine aufrechte Lanze haltend, rechts mit einem blau-silbern, links mit einem schwarz-golden geteilten Fähnchen. Der Wahlspruch: „Thu Recht und schau nicht um.“

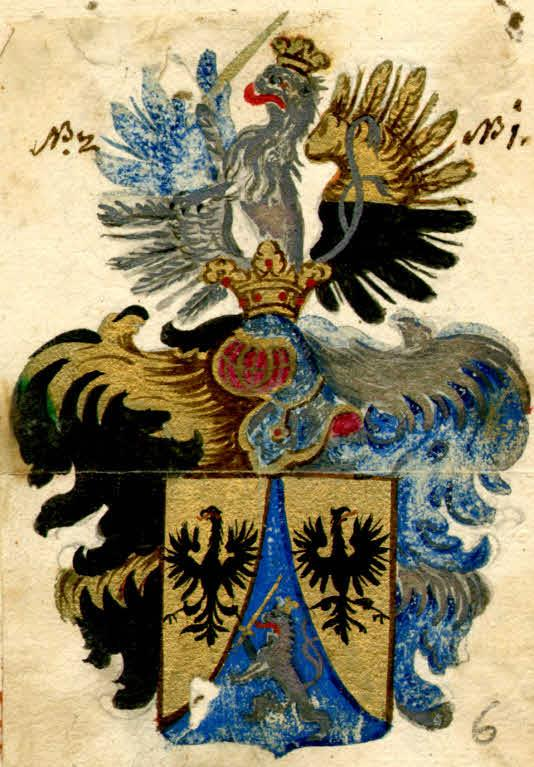
Wappen der Unterrichter von Rechtenthal (1732)
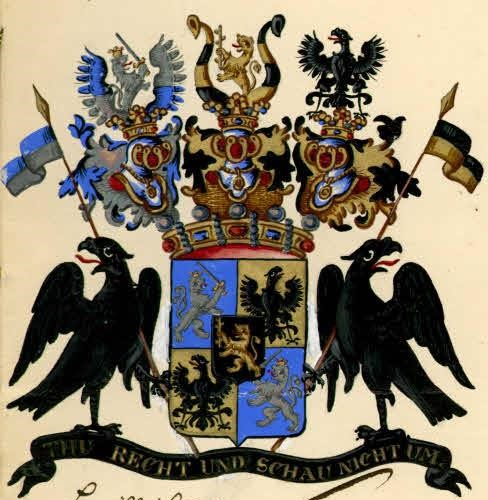
Wappen der Freiherren Unterrichter von Rechtenthal (1839/40)
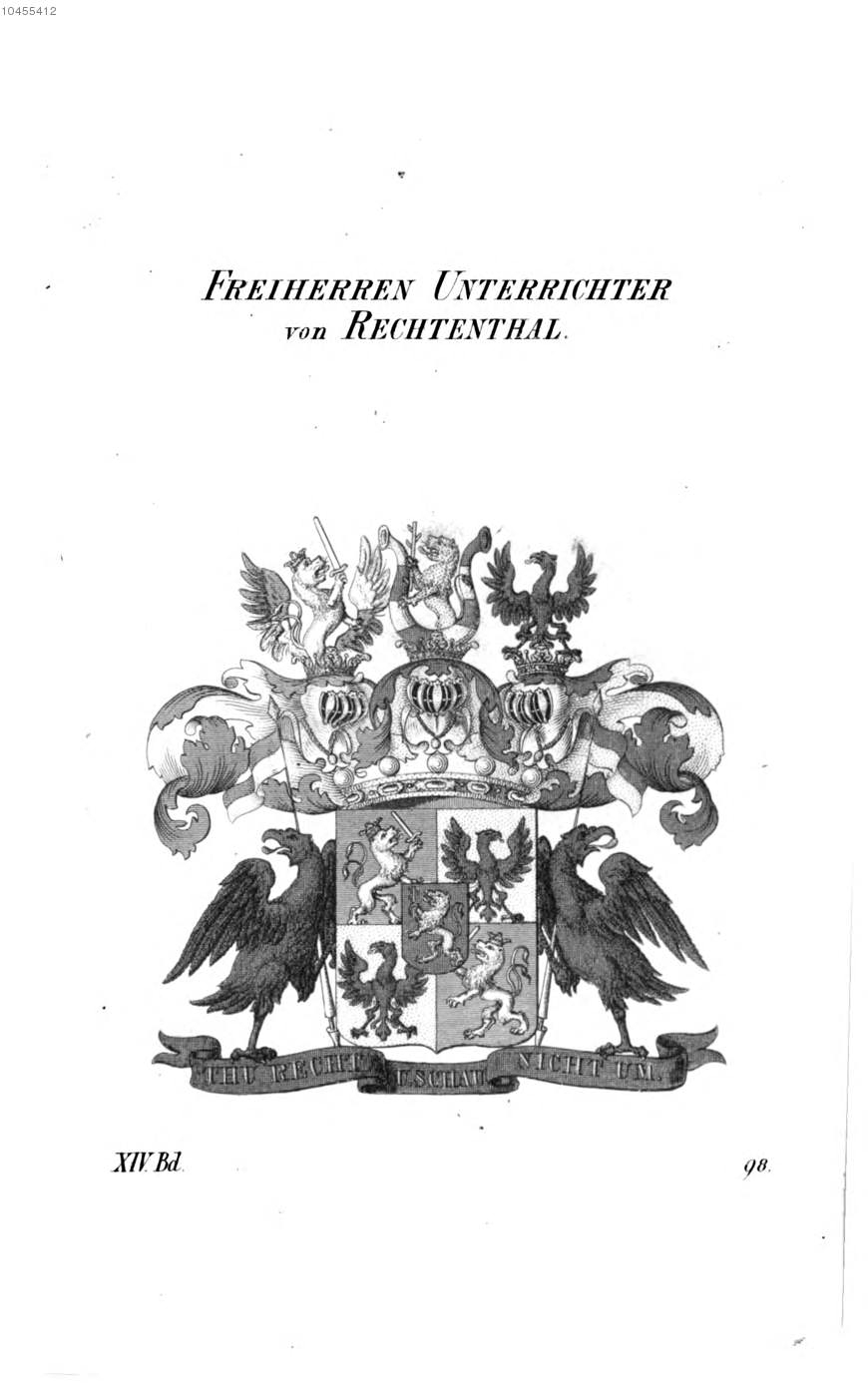
Wappen der Freiherren Unterrichter von Rechtenthal bei Tyroff

## Genealogie (Auswahl)
1. Michael Unterrichter, ⚭ Eva Lichtenstein
  1. Christoph (I.) Valentin Unterrichter, ⚭ Anna Zinnis
    1. Valentin (I.) Unterrichter, Gerichtsschreiber in Kaltern, ⚭ 1.) Anna Sepp von Seppenburg, ⚭ 2.) 4. Juli 1638 in Kaltern Maria Prugger
      1. Christoph (II.) Unterrichter (* 10. Oktober 1598 in Kaltern)
      2. Valentin (II.) Unterrichter (* 7. September 1611 in Kaltern), Gerichtsschreiber in Kaltern, ⚭ 1640 in Bozen Maria Cazan Barziga di Cazzano
        1. Paul (II.) Unterrichter (* 18. November 1641)
        2. Christoph (III.) Unterrichter (* 20. Februar 1643; † 12. September 1681 in Kaltern), ⚭ 4. Februar 1663 in Kaltern Katharina Greif
          1. Anna Maria Unterrichter (* 1. März 1664 in Kaltern), ⚭ 1686 in Kaltern Andreas Sepp von Seppenburg
          2. Peter Paul Unterrichter († 28. Oktober 1668 in Kaltern)
          3. Anton Unterrichter († 8. Oktober 1668 in Kaltern)
          4. Peter Paul (III.) Unterrichter (* 6. Oktober 1669 in Kaltern; † 4. April 1728 ebenda), Richter in Kaltern, ⚭ 15. Februar 1689 in Kaltern Anna Maria Maier
            1. Afra Maria Unterrichter (* 1692 in Kaltern), ⚭ 1718 in St. Nikolaus Peter Bernhart
            2. Christoph (IV.) Valentin Unterrichter, seit 1732 von Rechtenthal (* 20. Februar 1696 in Kaltern; † 6. Mai 1762 ebenda), Richter in Kaltern, oberösterreichischer Regierungsrat, ⚭ 1.) ca. 1718 Maria Anna von Freysing zu Aichach, ⚭ 2.) 13. Oktober 1732 Marianna Emerenzia Leiß von Laimburg
            3. Eva Theresia Unterrichter, ⚭ 1.) 1730 in Kaltern Paul Andreazza, ⚭ 2.) 26. Mai 1732 in Kaltern Kaspar Troyer von Ansheim

          5. Maria Unterrichter (* 1671 in Kaltern; † 22. Januar 1741 ebenda), ⚭ NN von Morandell

      3. Paul (I.) Unterrichter, ⚭ 13. Februar 1645 in Kaltern Margarete am Pach

## Persönlichkeiten
- Franz von Unterrichter (1775–1867), Südtiroler Dichter, Jurist und Politiker, Mitglied der Frankfurter Nationalversammlung.
- Marius Günther von Unterrichter (1906–2002), Südtiroler Politiker